# Jiřice, Nymburk
Jiřice là một làng thuộc huyện Nymburk, vùng Středočeský, Cộng hòa Séc.